# 方震孺
方震孺（1585年—1645年），字孩未，直隸鳳陽府壽州官籍，原籍安慶府桐城縣（今安徽省桐城市）人，明朝、南明政治人物。

## 生平
萬曆四十年（1612年）壬子科應天鄉試举人，萬曆四十一年（1613年）联捷癸丑科進士，四十二年二月授沙縣知縣，四十七年入覲，五月请假归里。泰昌元年十一月考选，授湖廣道監察御史，期間黨論漸起，他先後上書推荐起用趙南星、高攀龍等東林黨人。天啟初年，巡视南城，他上疏議論魏忠賢，呈《拔本塞源論》說明梃擊案、移宮案，正直言論震撼朝廷。他巡視南城，宦官張曅等人被訟告，魏忠賢為宦官疏通，他不允許，使魏忠賢更怨恨他。清朝軍隊攻陷遼陽，他一日連上十三道奏疏，請求增加巡撫，貫通海運，調用邊兵；罷免本兵崔景榮，以孫承宗代任。五鼓時分，朝廷下令在門前鞭打公卿，他籌畫痛哭。自己請求出師，獲詔發公帑二十萬；出關後方震孺弔死扶傷，令軍民大悅，又上言三岔河六不可依賴，得任命巡按遼東，監督當地軍事。就任後他廢寢忘餐地工作七個月，有人建議退守廣寧，他則請求駐兵振武；又請求令寧前監軍，專斬逃軍逃將，都獲准許。而遼東經撫不和，邊疆事務日益敗壞，他再上疏言山海地方沒有外衛，應該駐兵作眼目，未獲理會。
次年正月他任滿，代前候屯，清兵渡過三岔河，巡撫王化貞逃走，使各城士兵潰散，只有前屯不動；參將祖大壽在覺華島有十多萬兵馬，方震儒怕他們投降清朝，就渡海和祖大壽見面，慷慨地說：「將軍回來，一定相保障你富貴，不回來，我以頸血濺將軍。」祖大壽哭泣，他也哭泣，於是二人一同回來，帶來無數軍民物資。後來，權宦魏忠賢掌權，大造冤獄逼害東林黨人，教唆給事中郭興治誣陷方震孺私藏贓物入獄，每天一杖，論行死刑。獄卒可憐他忠心，給他飲食優待，因而免死。很快獻懷太子朱慈炅出生，方震孺獲得赦免，回歸壽州。崇禎初年，朝廷打算重用方震孺，劉鴻訓當國索要賄賂，他斷言拒絕，因此沒有再仕途。
崇禎八年（1635年），張獻忠包圍壽州，當地負責的官吏剛剛調職離開，城內指揮無人，方震孺和弟弟方震仲鼓動士民守城，盡捐家財大造守防器具，親冒矢石用炮炸敵，又派遣死士出城突襲，斬獲無算，張獻忠部於是驚異而退。史可法上奏他的功勞，起用為廣西參議，不久再擢官僉都御史、廣西巡撫，任內平定了當地叛亂。
弘光帝繼位，朝臣忙於爭奪擁戴之功，無意收復國土。方震孺上疏言：「諸臣都高舉夾日的功勳，我始終抱哀悼先帝的痛楚，願意帶著一旅與敵寇一決死戰」，又以狼兵擅長火器藥箭，命副總兵朱之胤統率一千人入衛，但遭到馬士英、阮大鋮阻止，敕令還鎮。震孺抑鬱，經常自言自語說「南都諸臣，忍忘先帝仇乎？吾當為先帝駈螻蟻耳」，不久後嘔血而卒。

## 引用
1. 1 2  錢海岳《南明史·卷三十五·列傳第十一》：方震孺，字孩未，桐城人。萬曆四十一年進士。授沙縣知縣，遷湖廣道御史。天啟初，疏論魏忠賢事，陳《拔本塞源論》，以言梃擊、移宮之案，直聲震朝廷。巡視南城，中官張曅等被訟，忠賢為請，不從，卒上聞，忠賢益恚怨。清兵陷遼陽，一日十三疏，請增巡撫，通海運，調邊兵。罷本兵崔景榮，以孫承宗代。日五鼓，撾公卿門，籌畫痛哭。因自請犒師，詔發帑二十萬。震儒出關，弔死扶傷，軍民大悅。因言三岔河六不可恃，疏入，命巡按遼東，監紀軍事。居不廬、食不火者七月。時議者欲退守廣寧，震儒請駐兵振武。又請令寧前監軍，專斬逃軍逃將，並見從。而經撫不和，疆事益壞。再疏言山海無外衛，宜亟駐兵中前，以為眼目，不省。明年正月，任滿，代前候屯，而清兵渡三岔河，巡撫王化貞走，列城奔潰，惟前屯不動。參將祖大壽有兵十餘萬在覺華島，震儒慮為清用，航海見大壽，慷慨語曰：「將軍歸，相保以富貴，不歸，震儒請以頸血濺將軍。」大壽泣，震儒亦泣，遂攜以歸，全軍民輜重無算。
2. ↑  《罪惟錄》：「时颇有门户之渐，震孺力持之。先后荐起赵南星、高攀龙等。」
3. ↑  《罪惟錄》：「震孺善狱卒，每报濒死，得免。」
4. ↑  《明季北略》：「乙亥正月，穎霍告陗，賊至壽州。時壽守士無一官，父老子弟請震孺為城守計。震孺破家給士，乘城拒守，捍禦諸具，一夕皆備。未幾，萬眾肉薄環攻，震孺親冒矢石，用砲殲厥渠魁。又縋城出死士，劫其營，斬獲無算，賊乃駴遁。及丙子冬，再犯和含，道經壽界，去城不三里，而卒不敢正視也。」
5. ↑  《罪惟錄》：「崇祯乙亥，贼攻寿州，率士民堵御，创贼多，贼去。」
6. ↑  《明季北略》：「未幾，有湯、楊二將，踞廉州以叛，總制沈猶龍委南韶道王孫蘭往禦，孫蘭縊死。震孺單騎直入其營，諭以禍福，率兵皆降，全廣得安！不半載，擢為廣西巡撫。蓋出於上意也。」
7. ↑  錢海岳《南明史·卷三十五·列傳第十一》：忠賢將興大獄，嗾給事中郭興治誣以贓私下獄，日一杖比，論大辟。獄卒憐其忠，飲啖之。會太子生，得免，歸壽州。崇禎初，欲大用，而劉鴻訓枋國，索重賄，震儒不可。自言與楊、左入獄時十七人，今惟惠世揚二人在，白骨再肉，華表重來若再作宦海汨沒之想，便是冥頑不寧男子，自是絕意仕途。張獻忠圍州，長吏適遷而去，震儒與弟震仲倡士民固守，城獲全。史可法上其功，起廣西參議，尋擢僉都御史。安宗立，舉朝敘擁戴功，無意復仇，震儒疏言：「諸臣自高夾日之勳，微臣終抱攀髯之痛，願提一旅，與寇一決。」又以狼兵善火器藥穹，命副總兵朱之胤統千人入衛。馬士英、阮大鋮阻之，敕還鎮，抑抑歐血卒。

## 延伸阅读
[在维基数据编辑]
 《明史卷二百四十八》，出自《明史》